# 金刚镇
金刚为中国湖南省浏阳市下辖镇，金刚位于浏阳市南部。辖域北与大瑶镇接壤，东北部与普迹镇毗邻，南部与醴陵市南桥镇、富里镇，江西省上栗县上栗镇、金山镇交界。全镇辖域总面积79.9平方公里，总人口54,105人(2000年人口普查)，下辖3个社区、7个行政村。

## 现行行政区划
全镇下辖3个社区、7个行政村，分别为金市社区、金声社区和李畋社区，山虎村、沙螺村、丹桂村、石霜村、太子湖村、星星村和南岳村。